# Сидни, Мэри
Мэ́ри Си́дни (англ. Mary Sidney), в замужестве Мэ́ри Ге́рберт, графиня Пе́мбрук (англ. Mary Herbert, Countess of Pembroke; 27 октября 1561, Бьюдли, графство Вустершир, Королевство Англия — 25 сентября 1621, Лондон, королевство Англия) — английская аристократка и поэтесса, чьё творчество получило высокую оценку у современников.
Произведения Мэри Сидни вошли в известную антологию Джона Боденхэма «Бельведер» (англ. Belvedere), наряду со стихами Филипа Сидни, Эдмунда Спенсера и Уильяма Шекспира.
Трагедия поэтессы «Антоний» (англ. Antonius) получила широкое признание и стимулировала возрождение интереса к монологу на основе классических образцов. Вероятно, она послужила источником (среди прочих) для вдохновения при создании драмы Сэмуэля Дэниэла «Клеопатра» (1594) и трагедии Уильяма Шекспира «Антоний и Клеопатра» (1607). Признание получил также сделанный Мэри Сидни перевод «Триумфа смерти» — части поэмы «Триумфы» Франческо Петрарки, а лирический перевод библейской книги псалмов окончательно утвердил за ней звание одной из первых английских поэтесс.

## Ранние годы и брак

Герб Гербертов, графов Пембрука

Мэри Сидни родилась 27 октября 1561 года во дворце Тикенхилл, близ Бьюдли, в графстве Вустершир. Она была одной из четырёх дочерей сэра Генри Сидни (1529—1586), трижды занимавшего пост лорда-депутата Ирландии, и его жены Мэри Дадли, дочери Джона Дадли, 1-го герцога Нортумберленда. Братом Мэри был поэт Филип Сидни (1554—1586).
Почти всё детство поэтессы прошло при королевском дворе, где её мать служила фрейлиной внутренних покоев королевы и была доверенным лицом Елизаветы I. Как и брат Филип, Мэри получила гуманитарное образование, включавшее знание французского, итальянского, латинского и древнегреческого языков, игру на музыкальных инструментах, пение и рукоделие. У неё были рыжие волосы и страстный и сильный характер. Она всегда открыто выражала своё мнение и была остроумной собеседницей. После смерти младшей сестры Амброзии Сидни (1564—1575), королева пригласила Мэри ко двору и сделала своей фрейлиной.
В 1577 году дядя поэтессы Роберт Дадли, 1-й граф Лестер, помог её отцу устроить брак Мэри с их близким союзником — Генри Гербертом, 2-м графом Пембрук (1538—1601). В замужестве Мэри стала владелицей ряда имений, поместья Уилтон-Хаус и замка Бейнардс-Кастл в Сити. В последнем она удостоилась чести принимать королеву Елизавету I. В браке графа и графини Пембрук родились четыре ребёнка — дочери Кэтрин и Энн и сыновья Уильям, 3-й граф Пембрук (1580—1630) и Филипп, 4-й граф Пембрук (1584—1650), ставший преемником своего брата. Уильям и Филипп покровительствовали театральной труппе Уильяма Шекспира «Королевская рать». Назвав их «благородными и мудрыми собратьями», поэт посвятил им своё Первое фолио.

## Творческий путь
В поместье Уилтон-Хаус графиня Пембрук организовала «рай для поэтов», известный под названием «Уилтонского круга», членами которого были Спенсер, Дэниэл, Дрейтон, Джонсон, Бретон и сэр Джон Дэвис. Литературный салон образовался благодаря гостеприимству графини. Джон Обри писал: «Уилтон-Хаус был подобием колледжа, так много там было искусных в остроумии лиц. Она [Мэри Сидни] была величайшей покровительницей остроумия и умнее любой дамы своего времени». Мэри получила больше стихотворных посвящений, чем любая другая женщина в ту эпоху, не королевского статуса. Она была музой Дэниэла при создании им стихотворения «Делия» (анаграмма слова «идеал»).
Брат Мэри, Филип Сидни, написал большую часть своего пасторального романа «Аркадия» в поместье Уилтон-Хаус. Вероятно, здесь он начал лирический перевод библейской книги псалмов. Филип успел перевести 43 из 150 псалмов, перед тем, как погиб во время войны в Нидерландах в 1586 году. Мэри завершила дело брата, переведя с 44 по 150 псалом. Она блестяще справилась с этой задачей, используя Женевскую Библию 1560 года и комментарии Жана Кальвина и Теодора Беза. Холлет Смит назвал псалтырь «школой английского стиха». Перевод состоял из ста семьдесят одного стихотворения (Псалом 119 представляет собой собрание из двадцати двух отдельных стихотворений). Копия перевода была подготовлена для королевы Елизаветы I, в преддверии её визита в поместье Уилтон-Хаус в 1599 году, но королева не приехала. За переводом закрепилось название «Псалмов Сидни» или «Сидни-Пембрукская псалтырь». Он [перевод] оказал большое влияние на развитие английской религиозной лирики в конце XVI — начале XVII веков.

## Поздние годы и смерть
Мэри Сидни умерла от оспы 25 сентября 1621 года в особняке на Олдергейт-стрит в Лондоне, вскоре после того, как король Яков I посетил её по случаю завершения строительства Хутон-Хауса. После торжественной панихиды в соборе Святого Павла в Лондоне, останки поэтессы похоронили в Солсберийском соборе, рядом могилой её покойного мужа в семейном склепе Гербертов, под ступеньками, ведущими к хорам, где поставили настенную памятную плиту.